# Ceratoppia hungarica
Ceratoppia hungarica är en kvalsterart som först beskrevs av Tafner 1905.  Ceratoppia hungarica ingår i släktet Ceratoppia och familjen Ceratoppiidae. Inga underarter finns listade i Catalogue of Life.